# Best & USA
Best & USA – album kompilacyjny BoA wydany przez Avex Trax 18 marca 2009 roku.

## Lista utworów
Źródło: Discogs
1. "Universe Feat.Crystal Kay & Verbal (m-flo)" – 4:20
2. "Do the Motion" – 4:14
3. "永遠"	– 4:35
4. "Nanairo no Ashita: Brand New Beat" – 4:30
5. "Winter Love" – 5:42
6. "メリクリ ~Best & USA Version~" – 5:37
7. "Sweet Impact" – 5:01
8. "抱きしめる" – 3:48
9. "Love Letter" – 5:04
10. "Sparkling" – 3:54
11. "Make a Secret" – 4:50
12. "Everlasting" – 5:25
13. "Lose Your Mind Feat.Yutaka Furukawa From Doping Panda" – 3:16
14. "Believe In Love Feat. BoA" (Acoustic Version) – 4:26
15. "Valenti ~Best & USA Version~" – 4:37
16. "I Did It for Love" (Featuring Sean Garrett) – 3:01
17. "Eat You Up" – 3:11

## Notowania na listach przebojów
| Kraj    | Lista (2005)               | Najwyższa pozycja | Certyfikat |
| ------- | -------------------------- | ----------------- | ---------- |
| Japonia | Oricon Weekly Albums Chart | 2                 | złoto      |